# Fundación FAD Juventud
La FAD, Fundación de Ayuda contra la Drogadicción, és una organització. Treballem per al desenvolupament d'una joventut capaç d'afrontar el seu futur, des de totes les àrees que afecten el seu benestar. Investiguem sobre la realitat juvenil, sensibilitzem a la societat, generem programes educatius i portem la nostra experiència a Llatinoamèrica.
Té seu en Madrid i el seu president és Ignacio Bayón Mariné.

## Origen
Es va constituir en 1986 impulsada pel general Gutiérrez Mellado i amb un enfocament centrat en l'educació preventiva.

## Orde d'Alfons X el Savi
La Fad va ser condecorada amb el seu ingrés a l'Orde d'Alfons X el Savi, en la seva categoria de Corbata, pel Consell de Ministres de 8 de juliol de 2011, juntament amb l'Asociación de Institutos históricos españoles i la Fundación Tomillo. Aquest guardó, atorgat amb motiu del vint-i-cinquè aniversari de la FAD reconeix les seves activitats desenvolupant tasques de prevenció i conscienciació social sobre el perill generat pel consum de drogues.

## Presidents honoraris
- Sa Majestat la Reina Sofia (1986-2015).[4]
- Sa Majestat la Reina Letícia (des del 2015).[4]